# Скафтафетль
Ска́фтафетль (ісл. Skaftáfell) — національний парк в Ісландії загальною поверхнею 4 807 км², заснований у 1967 році. Найбільший національний парк в Європі та популярний туристичний об'єкт. Парк обіймає вулкан Скафтафетль та піскові рівнини Скейдараурсандур (які раніше складали первинний національний парк Скафтафетль) дві третини льодовика Ватнайокутль та вулканічну зону Лакі.

## Розташування
Парк розташований на південному узбережжі острова, на теренах потужньої вулканічної активності. На теренах парку регулярно трапляються природні катаклізми. До них належать раптові повеневі хвилі що повстають на предполях льодовиків а також виверження вулканів. Близько 80% парку займає льодовик Ватнайокутль, який є третім за величиною льодовиком в Європі. Крайовид урізноманітнюють численні водні потоки.

## Фауна і флора
До висоти 300 м над рівнем моря ростуть березові ліси. Вище висоти 700 м тягнуться вересові поля, над якими розтягається кам'яниста пустеля. Серед савців найчастіше зустрічається полярна лисиця, норка американська, песець; з птахів — великий видрик.